# Vedeseta
Vedeseta [vedeˈzeːta] (Vedeséta [vedeˈzeta] o Edeséta [edeˈzeta] in dialetto bergamasco) è un comune italiano di 201 abitanti in provincia di Bergamo in Lombardia.

## Geografia fisica

### Territorio

#### Morfologia
Vedeseta si adagia sul versante settentrionale della Val Taleggio, caratterizzata da vasti prati, boschi e alberi da frutto. Numerosi torrenti e ruscelli - il Chignolo e il Bordesigli i principali - attraversano il comune prima di immettersi nel torrente Enna, principale corso d'acqua della valle. Dista circa 41 chilometri dal capoluogo di provincia Bergamo e circa 90 chilometri dal capoluogo della regione Lombardia, Milano.

## Storia

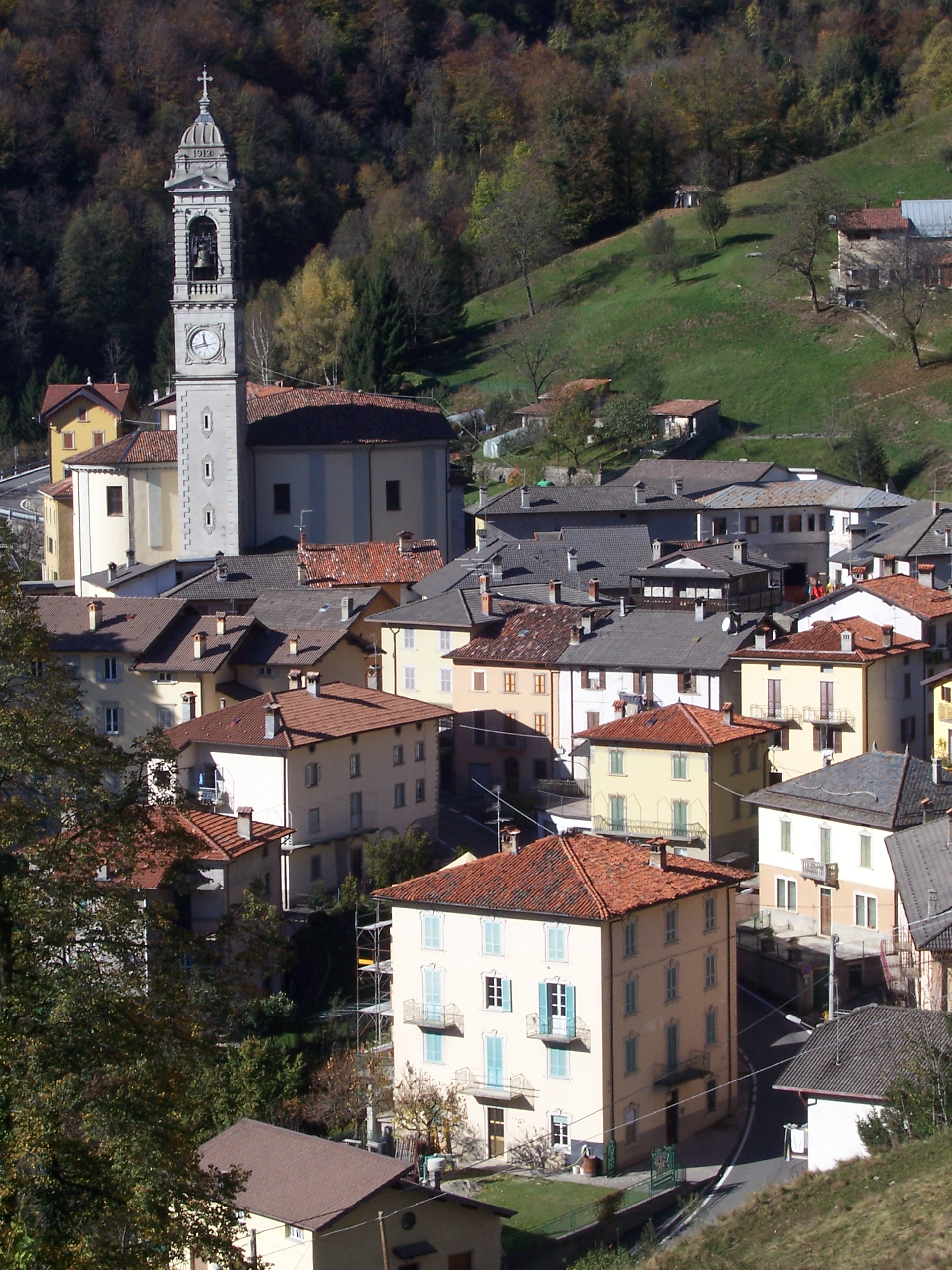
Vedeseta, dettaglio sul centro del paese

### Origini
Le prime testimonianze scritte su Vedeseta e sulla Val Taleggio risalgono ad un'epoca non anteriore al secolo XI. Varie ipotesi si sono fatte sui primi insediamenti in valle, ma quasi certamente i primi abitanti provenivano dalla vicina Valsassina. C'è chi sostiene che i primi ad insediarsi nelle zone ora occupate dal comune di Vedeseta fossero i pastori che passavano l'estate in Val Taleggio, ben ricca di pascoli; altri invece — tra cui Giuseppe Locatelli che nacque e visse a Lavina di Vedeseta lo scorso secolo — pensano che vi si fossero rifugiati gli abitanti valsassinesi in quanto, essendo la valle circondata da alture all'epoca difficilmente valicabili, forniva una buona protezione contro le orde di barbari provenienti dal Nord Europa.

### Medioevo
All'epoca di Carlo Magno, la Val Taleggio divenne feudo del vescovo di Milano. Da allora, Vedeseta è rimasta sotto l'influenza della diocesi di Milano, fino al 1995 quando il cardinal Martini e il vescovo Amadei sottoscrissero l'accordo per il suo passaggio alla diocesi di Bergamo.
Nel 1237 i Milanesi in ritirata dopo la dura sconfitta subìta contro Federico II nella battaglia di Cortenova, cercarono rifugio in Valsassina dove trovarono ospitalità grazie a Pagano della Torre, al quale, come ricompensa, venne affidata la Signoria delle Valli Taleggio e Averara. Sanguinose furono le battaglie per il possesso della valle e portarono gli abitanti dei due comuni a schierarsi su due fronti differenti: Taleggio dalla parte guelfa, a sostegno dei Torriani (che con i Visconti erano una delle casate più importanti della Lombardia), e Vedeseta dalla parte ghibellina, a sostegno dell'Arcivescovo di Milano.
Questa divisione e le lotte che ne seguirono, portarono gli abitanti della valle a costruire castelli e case torri. A Vedeseta la più famosa torre era probabilmente ubicata dove ora c'è la Parrocchiale, infatti sembra che i materiali che componevano la torre furono poi utilizzati per la costruzione del vecchio campanile, poi demolito per far posto a quello attuale. Fu costruita nel XIV secolo da Orlando Arrigoni su un angolo della sua casa e fu quindi chiamata Torre d'Orlando.
La pace fu firmata nel 1395, ma non durò molto.
Nel XV secolo, infatti, la valle subì un'ulteriore divisione. La Repubblica di Venezia prese possesso della provincia di Bergamo, ma Vedeseta rimase comunque territorio del Ducato di Milano. Le pietre di confine tra il Ducato e la Repubblica, chiamate termenü, definiti dopo un'immancabile serie di lotte tra i sudditi di Milano e quelli di Venezia, sono ancora presenti in Val Taleggio e oggi segnano il confine tra i comuni di Vedeseta e Taleggio.

### Età moderna
Nel 1746, quando la Lombardia passò agli Asburgo, Maria Teresa mise Vedeseta sotto la giurisdizione di Lecco, insieme con le Pievi di Bellano, Mandello, Varenna e Valsassina.
Per trovare Vedeseta e Taleggio sotto la stessa bandiera, bisogna aspettare Napoleone Bonaparte, che nel 1797 le incluse entrambe nella Repubblica Cisalpina, dopo secoli di scontri, lotte e divisioni.

### Età contemporanea

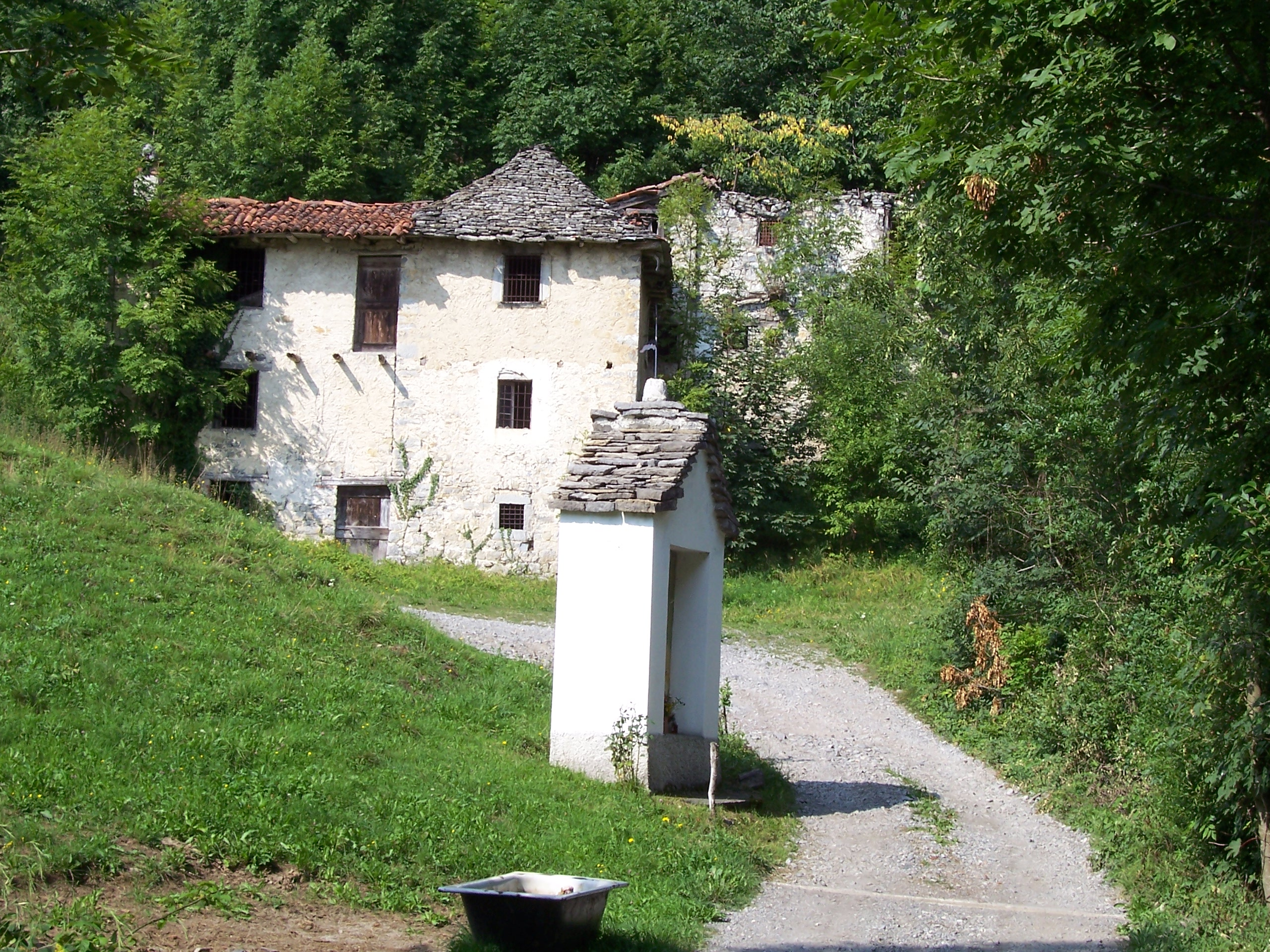
La località abbandonata Roncalli

La storia recente di Vedeseta racconta soprattutto il fenomeno dello spopolamento del comune. I 766 abitanti che si contavano nel 1921 sono diventati 244 nel 2005. Ciò è dovuto alla quasi totale assenza di industria e, soprattutto, di infrastrutture, al devastante fenomeno di divario digitale che colpisce la zona.
Nel 2005 non solo Vedeseta, bensì tutta la Val Taleggio hanno rischiato addirittura di perdere l'unica struttura sanitaria presente in valle, un ambulatorio presso Olda di Taleggio.
Inoltre tutte le vie di accesso che portano a Vedeseta sono di non facile praticabilità: capita che il passo che porta in Valsassina in inverno sia chiuso per neve; la strada per San Giovanni Bianco passa per l'Orrido della Val Taleggio che - sebbene suggestivo - è spesso luogo di frane; la strada per Brembilla, nonostante sia la migliore, annovera la presenza di curve strette e pericolose nel tratto tra Peghera di Taleggio e Gerosa.
Tutte queste ragioni hanno scoraggiato - e tuttora scoraggiano - i giovani a rimanere a Vedeseta, spingendoli a cercare migliori condizioni professionali e di vita verso i paesi della pianura.

### Simboli
Lo stemma e il gonfalone sono stati concessi con decreto del presidente della Repubblica del 29 novembre 1971.
Il gonfalone è un drappo tagliato di bianco e d’azzurro.
Lo stemma di Vedeseta è antico e le tre sbarre sono ispirate alle bande dell'arma della famiglia Arrigoni.

## Monumenti e luoghi d'interesse

### Architetture religiose
Tra di esse abbiamo:
- L'antica parrocchiale di San Bartolomeo
- La parrocchiale di Sant'Antonio abate

### Architetture civili
Tra di esse abbiamo:
- Il prato Giugno, presso Avolasio
- La frazione abbandonata di Roncalli

## Società

### Evoluzione demografica
- 568 nel 1805
- annessione a Taleggio nel 1809
- 608 nel 1853

Abitanti censiti

### Istituzioni, enti e associazioni

#### Legambiente
Nel comune è presente una sede di Legambiente della sezione di Bergamo.

## Geografia antropica

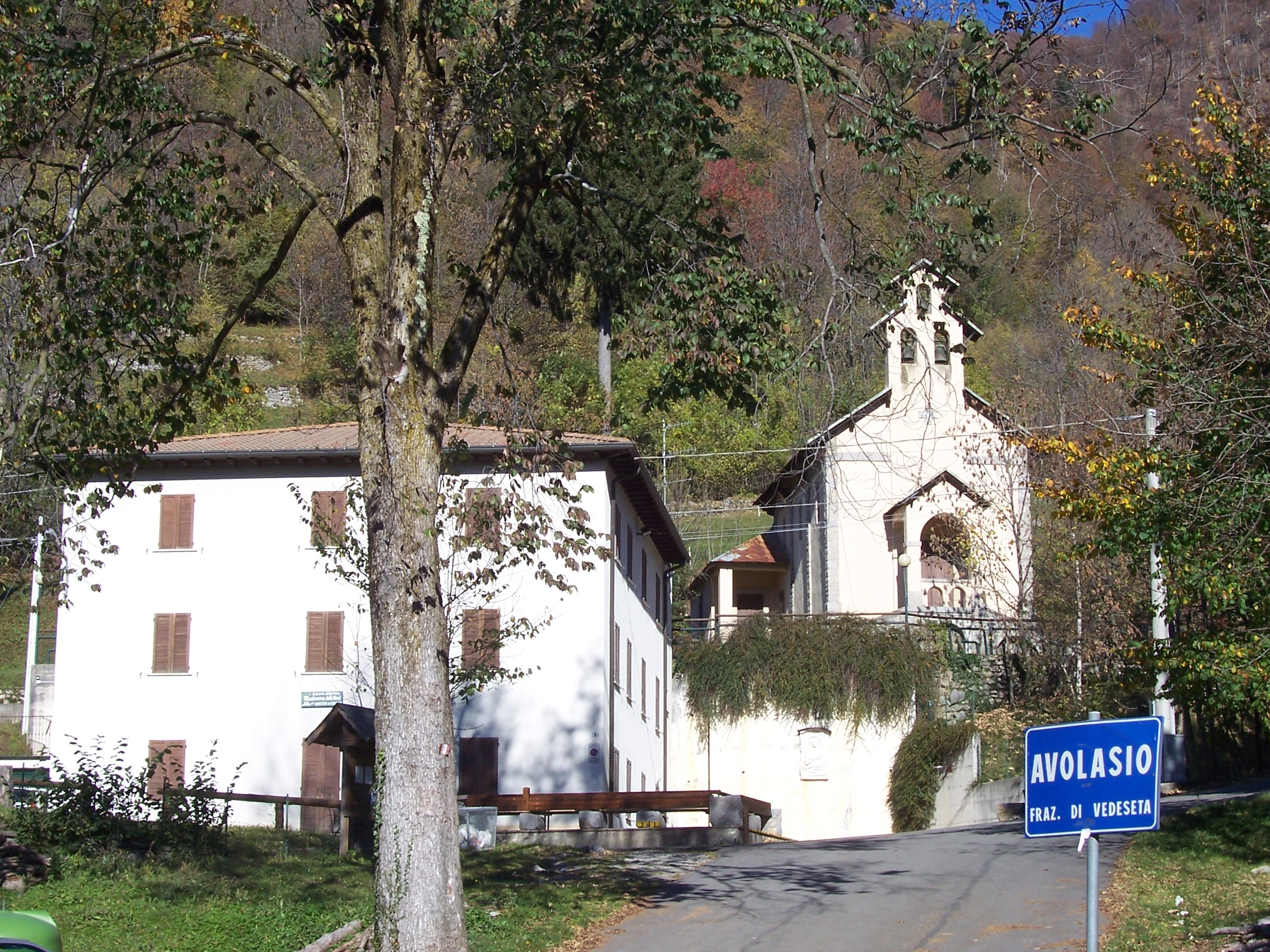
La frazione Avolasio

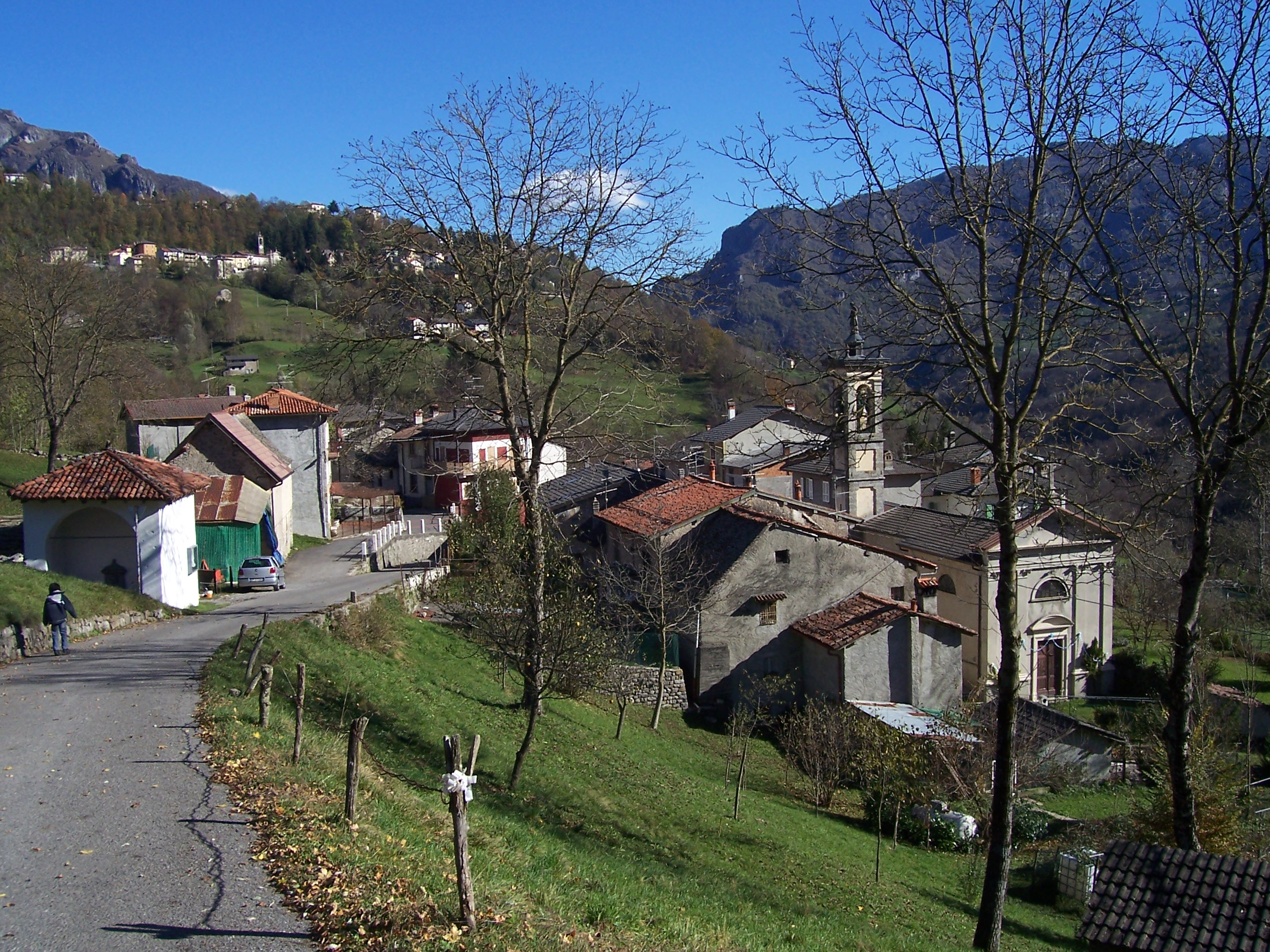
La frazione Lavina (sullo sfondo, Olda di Taleggio).

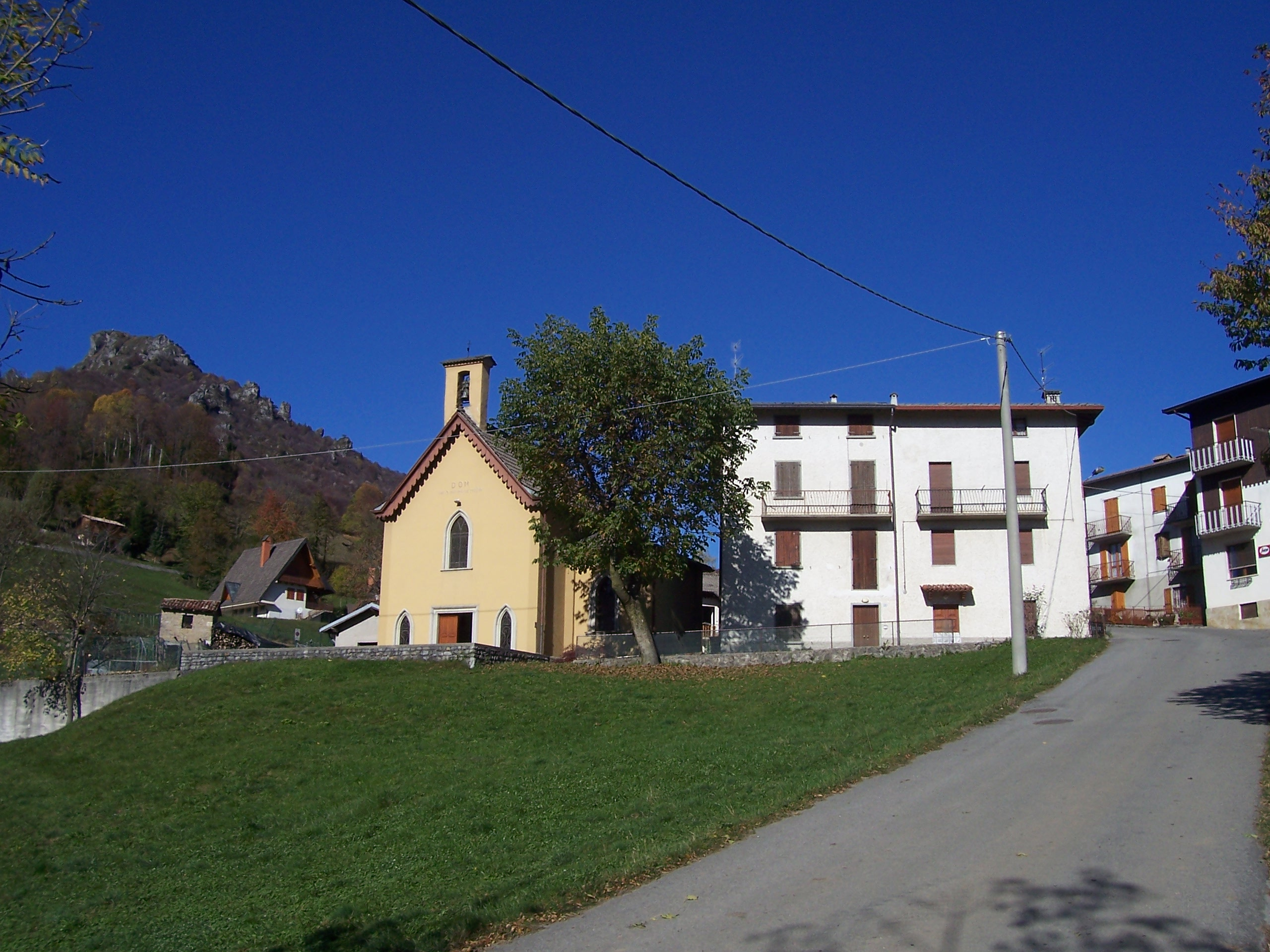
La frazione Reggetto, sovrastata dal Corno Zuccone.

### Frazioni e località
- Avolasio si trova sulla strada che porta al valico di Culmine di San Pietro, che mette in comunicazione la valle Taleggio e la Valsassina. Degna di nota la chiesa del 1615.
- Lavina
- Reggetto
- Alta Montagna

## Economia

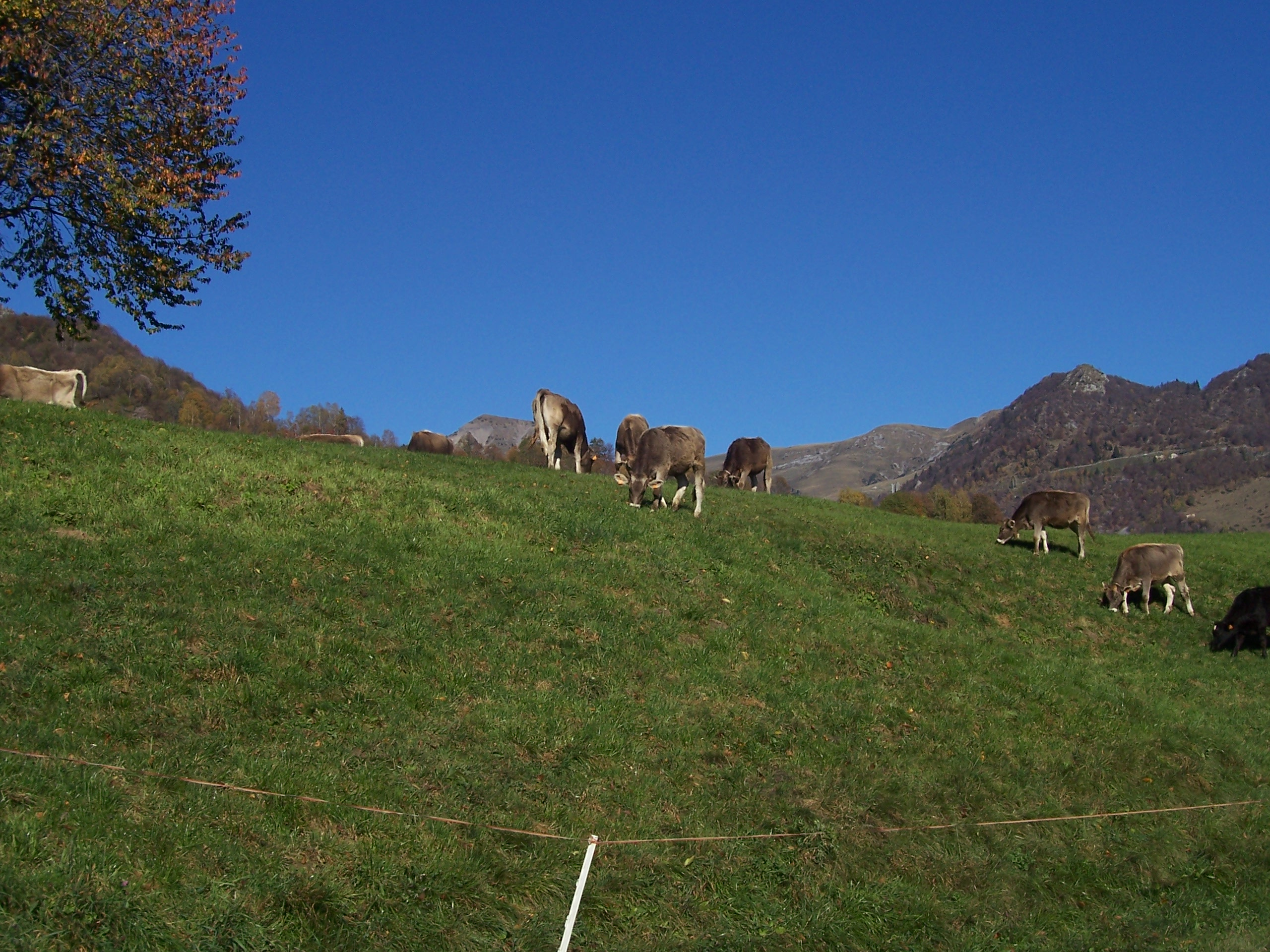
Mucche al pascolo a Vedeseta

### Agricoltura e produzione casearia
Grazie alla conformazione del territorio di Vedeseta, fin dai tempi antichi le attività economiche preminenti si basano sull'allevamento - non è infrequente trovare mandrie di bovini di razza bruna pascolare nei prati del territorio - e sulla produzione di prodotti caseari, tra cui i formaggi Quartirolo, Stracchino Taleggio e Strachitunt, che in tempi remoti venivano usati come merce di scambio con le popolazioni delle valli adiacenti. Ad oggi la produzione di Taleggio DOP a latte crudo e dello Strachitunt DOP, prodotto solo con latte della Valtaleggio ottenuto da mucche di razza bruna e lavorato secondo un preciso disciplinare, è assicurata da due caseifici che assicurano la prosecuzione di questa tradizionale e antica attività.

### Turismo
Anche il turismo ha una sua valenza a Vedeseta. Apprezzata dagli escursionisti e dagli amanti del trekking è la fitta rete di mulattiere e di sentieri (tra cui una parte del Sentiero delle Orobie) che s'intrecciano sul territorio. Questa caratteristica e la totale assenza di impianti di risalita e di strutture per sport invernali rendono tuttavia Vedeseta una località turistica prettamente estiva. Anche le strutture ricettive sono piuttosto insufficienti: nel comune esiste un solo albergo ristorante, nonostante un po' più numerose siano le offerte di case-vacanza in affitto.

## Infrastrutture e trasporti

### Strade
Vedeseta è raggiunta da due strade provinciali: in entrambe (la strada provinciale 25 San Giovanni Bianco-Bordesigli, che collega la Val Brembana alla Valsassina e la strada provinciale 24 Valle Brembilla che, come dice il nome, arriva a Vedeseta dalla Val Brembana percorrendo la Val Brembilla), Vedeseta si trova al km 42.

### Mobilità urbana
Vedeseta è collegata a San Giovanni Bianco da una linea di autobus che effettua quotidianamente cinque corse andata e ritorno, esclusa la domenica.

## Sport

### Calcio
A Vedeseta esistono due strutture sportive adibite al gioco del calcio, di cui una nella frazione Reggetto. Il campo principale viene utilizzato dalla squadra del paese, il Vedeseta Sport che milita nel campionato di calcio a sette nella federazione sportiva provinciale denominata Centro Sportivo Italiano Comitato di Bergamo.

## Amministrazione
| Periodo | Periodo   | Primo cittadino    | Partito                   | Carica  | Note |
| ------- | --------- | ------------------ | ------------------------- | ------- | ---- |
| 1985    | 1990      | Giacinto Arrigoni  | Democrazia Cristiana      | Sindaco |      |
| 1990    | 1995      | Giacinto Arrigoni  | Democrazia Cristiana      | Sindaco |      |
| 1995    | 1999      | Arrigo Arrigoni    | lista civica              | Sindaco |      |
| 1999    | 2004      | Arrigo Arrigoni    | lista civica              | Sindaco |      |
| 2004    | 2009      | Marianna Pezzoli   | lista civica              | Sindaco |      |
| 2009    | 2014      | Silvestro Arrigoni | lista civica              | Sindaco |      |
| 2014    | in carica | Silvestro Arrigoni | lista civica Per Vedeseta | Sindaco |      |